# Claire Croiza
Claire Croiza   (1r districte de París, 14 de setembre de 1882 - 16è districte de París, 27 de maig de 1946) va ser una mezzosoprano francesa i una influent professora de cantants.

## Carrera
Claire Croiza (nascuda Conelly, o O'Connolly) va néixer a París, filla d'un pare americà expatriat i d'una mare italiana, i de petita va destacar pel piano i el cant. Al principi se li va ensenyar a cantar en privat i després va anar al tenor polonès Jean de Reszke per estudiar-lo més. Va debutar a l'òpera de Nancy el 1905 amb Messaline d'Isidore de Lara. El 1906 va fer la seva primera aparició a ""La Monnaie de Brussel·les", com Dalila a Samson et Dalila, iniciant una llarga associació amb aquell teatre que incloïa els papers de Dido (Berlioz), Clitemnestra (Elektra), Erda, Carmen, Léonor (La favorite), Charlotte (Werther) i el paper principal a l'òpera Pénélope de Fauré. El 1910 va actuar com a Alays a l'estrena mundial de La Dorise de Cesare Galeotti i va crear el paper principal a l'estrena mundial de Éros vainqueur de Pierre de Bréville a "La Monnaie". Va ser de nou com Dalila que va debutar a l'Òpera de París el 1908.
Tot i que es va establir per primera vegada com a cantant d'òpera, va desenvolupar cada vegada més la seva carrera com a recital especialitzada en melodies i va realitzar gires de recital a nombrosos països, incloses visites freqüents a Londres, on va ser molt ben rebuda. Tenia una gran sensació per la llengua francesa i sempre era capaç d'enunciar les paraules d'una manera clara i natural sense sacrificar el flux de la música. Diversos compositors contemporanis van optar per acompanyar-la personalment en les interpretacions de les seves cançons, incloent Ravel (a Shéhérazade), Fauré (a l'estrena de Le jardin clos), Francis Poulenc, Albert Roussel i el compositor suís-francès Arthur Honegger.
Des del 1922, també va treballar com a professora, donant classes d'interpretació a la Escola Normal i des del 1934 al Conservatori de París. Entre els seus alumnes hi havia Janine Micheau, Suzanne Juyol i els barítones Jacques Jansen, Camille Maurane i Gérard Souzay.
El 1926 Croiza va donar a llum un fill, Jean-Claude (1926-2003), el pare del qual era Honegger, però els pares no es van casar. Va morir a París el 1946 a l'edat de 63 anys.
La seva reputació va ser resumida de manera concisa per un crític de "The Times" que va informar sobre un concert del "Wigmore Hall" el 1932: "La senyora Croiza és una intèrpret suprema de les cançons franceses modernes. Els aporta una sensibilitat exquisida que revela tots els matisos de significat dels poemes".

Aquesta visió es va reforçar en un homenatge obituari també a "The Times":
| « | <"Una consumada artista, infal·lible en la seva intuïció, sensibilitat, encant i subtilesa, exquisida dicció i fraseig, combinat amb un profund sentiment poètic i un sentit dramàtic restringit però profundament commovedor d'una cultura inusualment àmplia, la va convertir en l'amiga i intèrpret escollida dels principals compositors francesos contemporanis des de Debussy fins a Poulenc i dels poetes Valéry i Claudel".> | » |

## Enregistraments
Els seus enregistraments supervivents comprenen més de 40 títols, principalment cançons franceses i extractes d'òpera. Han estat recollits en un conjunt de 2 CDs per Marston Records: "Claire Croiza: campiona de la moderna melodía francesa".